# موتاليب أليبيكوف
موتاليب أليبيكوف (بالروسية: Алибеков, Муталип Омарович)‏ (18 يونيو 1997 بمحج قلعة في روسيا - ) هو لاعب كرة قدم روسي في مركز الدفاع. لعب مع نادي سيسكا موسكو.

## روابط خارجية
- موتاليب أليبيكوف على موقع قاعدة بيانات كرة القدم.إي يو (الإنجليزية)
- موتاليب أليبيكوف على موقع Soccerway.com (الإنجليزية)
- موتاليب أليبيكوف على موقع عالم كرة القدم.نت (الإنجليزية)